# Wimpole

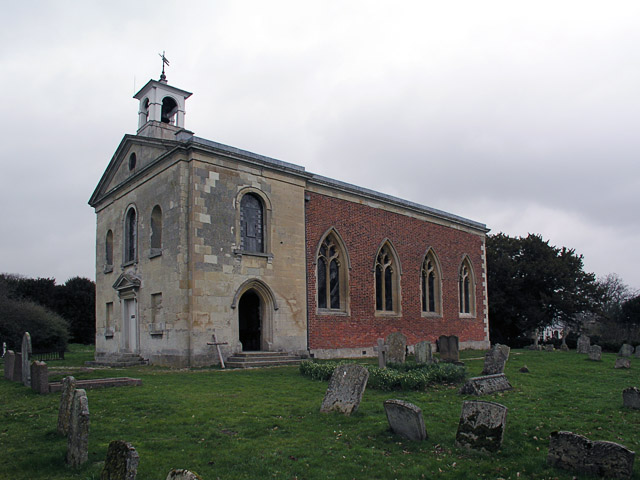
L'église paroissiale de Wimpole est dédiée à saint André.

Wimpole est un village et une paroisse civile du Cambridgeshire, en Angleterre. Il est situé à environ 14 km au sud-ouest de la ville de Cambridge. Administrativement, il dépend du district du South Cambridgeshire. Au moment du recensement de 2011, il comptait 301 habitants.
Le village abrite notamment Wimpole Hall, un château anglais du XVIIe siècle.